# 스튀디오카날
스튀디오카날(StudioCanal)은 프랑스의 제작사이자 배급사이다. 프랑스 민영 방송사인 카날 플러스 산하에 있다.

## 스튀디오 카날 및 연계 기업이 제작한 선별된 영화
- 도어즈 (영화)
- 터미네이터 2: 심판의 날
- JFK (영화)
- 원초적 본능
- 유니버셜 솔져
- 언더시즈
- 채플린 (영화)
- 써머스비 (영화)
- 폴링 다운
- 클리프행어 (영화)
- 프리 윌리
- 스타게이트 (영화)
- 프리 윌리 2
- U-571 (영화)
- 오 형제여 어디에 있는가
- 브리짓 존스의 일기 (영화)
- 패딩턴 (영화)